# کالینکی
کالینکی (به لهستانی:  Kalinki) یک روستا در لهستان است که در گمینا ماسووویتسه واقع شده‌است.